# Mel Gaynor
Mel Gaynor (Londen, 29 mei 1959) is een Engels muzikant. Hij vergaarde met name bekendheid als drummer van de new-waveband Simple Minds. Met zijn The Fusion Project brengt Gaynor jazzplaten uit.

## Populariteit
In 1986 werd Gaynor uitgeroepen tot de beste up and coming drummer door de lezers van het tijdschrift Modern Drummer.

## Discografie The Fusion Project
- Code name: fusion project, 2006
- Got the message, 2017